# Mecodema infimate
Mecodema infimate es una especie de escarabajo del género Mecodema, familia Carabidae. Fue descrita científicamente por Lewis en 1902.
Esta especie se encuentra en Nueva Zelanda.